# Anisobas platystylus
Anisobas platystylus är en stekelart som beskrevs av Thomson 1888. Anisobas platystylus ingår i släktet Anisobas och familjen brokparasitsteklar. Arten är reproducerande i Sverige. Inga underarter finns listade i Catalogue of Life.